# Projecte Fink
El Projecte Fink és una iniciativa per a dur alguns dels programes més populars de les plataformes UNIX al Mac OS X. El seu manteniment és a càrrec d'una comunitat de col·laboradors. El projecte va nàixer el desembre del 2000 gràcies al furoner alemany Christoph Pfisterer. Aquest deixà el projecte el novembre del 2001, lamentant la manca de col·laboració en els projectes de codi obert. El 2006, Fink esdevé una organització sense ànim de lucre anomenada Fink Developer Network des d'on es mira de dirigir el futur desenvolupament del projecte.
Fink utilitza el sistema de gestió de paquets de Debian, apt, i una interfície pròpia de programa, fink (basada en mòduls del Perl). Sovint Fink es recomana com la forma més fàcil per als usuaris d'instal·lar i mantenir programes d'unix en llurs sistemes Mac OS X. Disposa d'una distribució binària, per a una instal·lació ràpida i fàcil, com també una en codi font per a aquells usuaris que demanen una major flexibilitat. A part de les eines de la línia d'ordres, existeix també una interfície gràfica anomenada FinkCommander.
Fink no compleix el filesystem hierarchy standard, i emmagatzema totes les dades en una jerarquia amb arrel en el seu propi directori, «/sw» per defecte, en comptes de, per exemple, «/usr/local». Açò va ser triat intencionadament pels desenvolupadors i permet que sigui molt fàcil suprimir una instal·lació de Fink simplement desfent-se d'aqueix directori.
El nom de «Fink» és la traducció alemanya de pinsà, que està relacionat amb el sistema operatiu Darwin (on descansa el nucli del Mac OS X), fent referència als estudis fets per Charles Darwin sobre la diversitat dels pinsans.